# Barlaam Bazyli Szeptycki
Bazyli Barlaam Szeptycki OSBM (ur. 3 lutego 1647 r. w Woszczańcach, zm. 5 kwietnia 1715 r.) – duchowny greckokatolicki, święcenia przyjął w 1677, biskup ordynariusz lwowski, konsekrowany w 1710. 

## Życiorys
Bazyli Szeptycki urodził się w Woszczańcach jako syn Zachariasza Szeptyckiego, miecznika przemyskiego. 
Ukończył kolegium katolickie. W 1668 r. został postrzyżony w prawosławnej wówczas ławrze Uniowskiej, przyjął imię Barłaam i został archimandrytą tego monasteru. 
W Uniowie Barlaam Szeptycki własnym kosztem wybudował murowany klasztor, siedzibę archimandryty i odbudował cerkiew. Zabudowania wyposażył w wodociąg, otoczył murem i wałami, nadając im charakter twierdzy, służącej okolicznej ludności jako schronienie przed Tatarami.
Podtrzymywał działalność tutejszej drukarni. Jednocześnie wraz z biskupem Józefem Szumlańskim działał na rzecz przyjęcia unii brzeskiej przez eparchię lwowsko-halicką. Uczestniczył w Colloquium Lubelskim (1680), a w 1681 r. wraz z innymi duchownymi złożył wyznanie wiary katolickiej na sejmie warszawskim. 
Jednogłośnie został wybrany biskupem lwowskim, a król August II Mocny zatwierdził nominację Szeptyckiego. 15 czerwca 1710 r. został konsekrowany przez arcybiskupa Jerzego Winnickiego, metropolitę kijowskiego.